# Göte Skogsfors
Göte Samuel Skogsfors, född 19 februari 1908 i Reftele, död 18 december 1968 i Reftele, var en svensk ingenjör och fabrikör.
Göte Skogsfors var son till Johan August Skogsfors och Julia Skogsfors, född Peterson (1878–1974). Han växte upp i en syskonskara på elva barn i Reftele, där hans fadern hade grundat Skogsfors bruk 1906.
Han tog 1926 anställning som mekaniker i det nybildade flygvapnet, fick utbildning på Malmslätt och arbetade därefter på Jämtlands flygflottilj på Frösön. Han studerade därefter till ingenjör i Eskilstuna och blev konstruktör på ASEA i Ludvika. År 1937 anställdes han på familjeföretaget i Reftele, där han började med att konstruera shuntventiler. Han fick 1939 ett första patent på en fyravägsshunt och fick också senare patent inom samma område.
År 1939 sålde fadern Skogsfors Bruk till Kooperativa förbundet. Tillverkningen av shuntventiler låg utanför och fortsatte under sönerna Sigurd och Göte Skogsfors. Denna verksamhet drivs än idag i Reftele inom familjeföretaget ESBE AB, fortfarande med inriktning på tillverkning av komponenter för värme- och kylreglering i vätskeburna system.
Han gifte sig 1935 med Inga Elmberg (1912–1998). Han var far till Mats Skogsfors (född 1939), som övertog ledningen av familjeföretaget 1967 och ledde det fram till 2000.